# Emilio Gómez Muriel
Pour les articles homonymes, voir Gómez.
Emilio Gómez Muriel (né le 22 mai 1910 à San Luis Potosí et mort le 25 janvier 1985  à Mexico) est un scénariste, réalisateur et producteur de cinéma mexicain.

## Biographie
Au cours de sa longue carrière, qui débute en 1936 et s'achève en 1974, Emilio Gómez Muriel a participé à la création de 129 œuvres cinématographiques.

## Filmographie partielle

### Comme réalisateur
- 1936 : Les Révoltés d'Alvarado (Redes)
- 1944 : La guerra de los pasteles
- 1944 : La monja alférez (film) (es)
- 1945 : La pajarera
- 1946 : Crimen en la alcoba
- 1946 : Le Sexe fort (El Sexo fuerte)
- 1947 : El ropavejero
- 1948 : Yo soy tu padre
- 1948 : Nocturno de amor
- 1948 : El gallero
- 1948 : Ojos de juventud
- 1949 : La panchita
- 1949 : Arriba el norte
- 1949 : Las puertas del presidio
- 1949 : La mujer del puerto (es) [1]
- 1950 : La dama del alba
- 1950 : Cuando acaba la noche
- 1950 : Sentencia
- 1950 : Pata de palo
- 1950 : Entre tu amor y el cielo
- 1950 : Nosotras, las taquígrafas (es)
- 1951 : Vivillo desde chiquillo (es)
- 1951 : Una gallega baila mambo (es)
- 1951 : Anillo de compromiso (en)
- 1951 : Tercio de quites
- 1952 : Carne de presidio
- 1952 : La mujer que tú quieres
- 1953 : Un divorcio
- 1953 : Eugénie Grandet (Eugenia Grandet) [2]
- 1953 : Padre nuestro (en)
- 1953 : Cuatro horas antes de morir
- 1954 : La ladrona
- 1954 : Las tres Elenas (es)
- 1954 : Ley fuga
- 1954 : El joven Juárez (es)
- 1954 : Un minuto de bondad
- 1955 : Historia de un abrigo de mink (es)
- 1955 : Maternidad imposible
- 1955 : La vida tiene tres días
- 1956 : Con quién andan nuestras hijas
- 1956 : Llamas contra el viento
- 1957 : El gallo colorado
- 1958 : El caso de una adolescente
- 1959 : 800 leguas por el Amazonas (es)
- 1960 : La estrella vacía (es)
- 1960 : Simitrio (es)
- 1962 : Dos años de vacaciones
- 1963 : Dos gallos y dos gallinas
- 1963 : Los apuros de dos gallos
- 1963 : Tres palomas alborotadas
- 1964 : Tres muchachas de Jalisco (es)
- 1965 : Canta mi corazón
- 1965 : Nacidos para cantar (es)
- 1966 : El fugitivo
- 1966 : Me cansé de rogarle
- 1967 : Rocambole contra la secta del escorpión[3]
- 1967 : La perra
- 1968 : La Cama
- 1970 : La mentira (es)
- 1971 : Los Dos hermanos
- 1971 : La buscona
- 1972 : La bastarda
- 1972 : Todos los pecados del mundo
- 1974 : Payo - un hombre contra el mundo

### Comme producteur
- 1965 : Muchachos impacientes
- 1965 : Nacidos para cantar
- 1967 : La perra  producteur et réalisateur
- 1968 : La Cama
- 1971 : La buscona
- 1972 : La bastarda
- 1972 : Todos los pecados del mundo